# Enrico Oldoini
Enrico Oldoini (La Spezia, Italia, 4 de mayo de 1946-Roma, 10 de mayo de 2023) fue un director de cine y guionista italiano.

## Biografía
Frecuentó la academia de artes dramáticas de la universidad de Roma. Tras estudiar la actuación trabajó como guionista con Paolo Cavara, Alberto Lattuada, Pasquale Festa Campanile, Nanni Loy, Sergio Corbucci, Bruno Corbucci, Maurizio Ponzi, Carlo Verdone, Lina Wertmuller y Marco Ferreri. Después hizo su debut como director de cine y, desde 1996 dirigió varias obras de televisión.

## Filmografía (director)
- Cuori nella tormenta (1984)
- Lui è peggio di me (1985)
- Yuppies 2 (1986)
- Bellifreschi (1987)
- Bye Bye Baby (1988)
- Una botta di vita (1989)
- Vacanze di Natale '90 (1990)
- Vacanze di Natale '91 (1991)
- Anni 90 (1992)
- Anni 90 - Parte II (1993)
- Miracolo italiano (1994)
- Un bugiardo in paradiso (1998)
- 13dici a tavola (2004)
- La fidanzata di papà (2008)
- I mostri oggi (2009)
- Un passo dal cielo (2011)
- I restauratori (2014)